# Comté de Burnett (Wisconsin)
Pour les articles homonymes, voir Comté de Burnett.
Le comté de Burnett est un comté situé dans l'État du Wisconsin aux États-Unis. En 2010, sa population était de 15 457 habitants.  Son siège est à Meenon te la majorité des services gouvernementaux du comté sont au Burnett County Government Center.

## Géographie
D'après l'United States Census Bureau, le comté a une surface totale de 2280 km² dont 2 128 km2 sont des terres et 152 km2 (6,69 %) de l'eau.

### Comté limitrophes
|                              |                     | Nord-Est : Comté de Douglas |
| Ouest : Comté de Pine        | Comté de Burnett    | Est: Comté de Washburn      |
| Sud-Ouest : Comté de Chisago | Sud : Comté de Polk | Sud-Est : Comté de Barron   |